# Rennerod
Rennerod ist eine Stadt im Westerwaldkreis in Rheinland-Pfalz. Sie ist Verwaltungssitz der Verbandsgemeinde Rennerod, der sie angehört. Rennerod ist gemäß Landesplanung als Grundzentrum ausgewiesen.
Im Stadtgebiet lag bis zur Wiedervereinigung Deutschlands am 3. Oktober 1990 der geographische Mittelpunkt der Bundesrepublik Deutschland.

## Geographische Lage

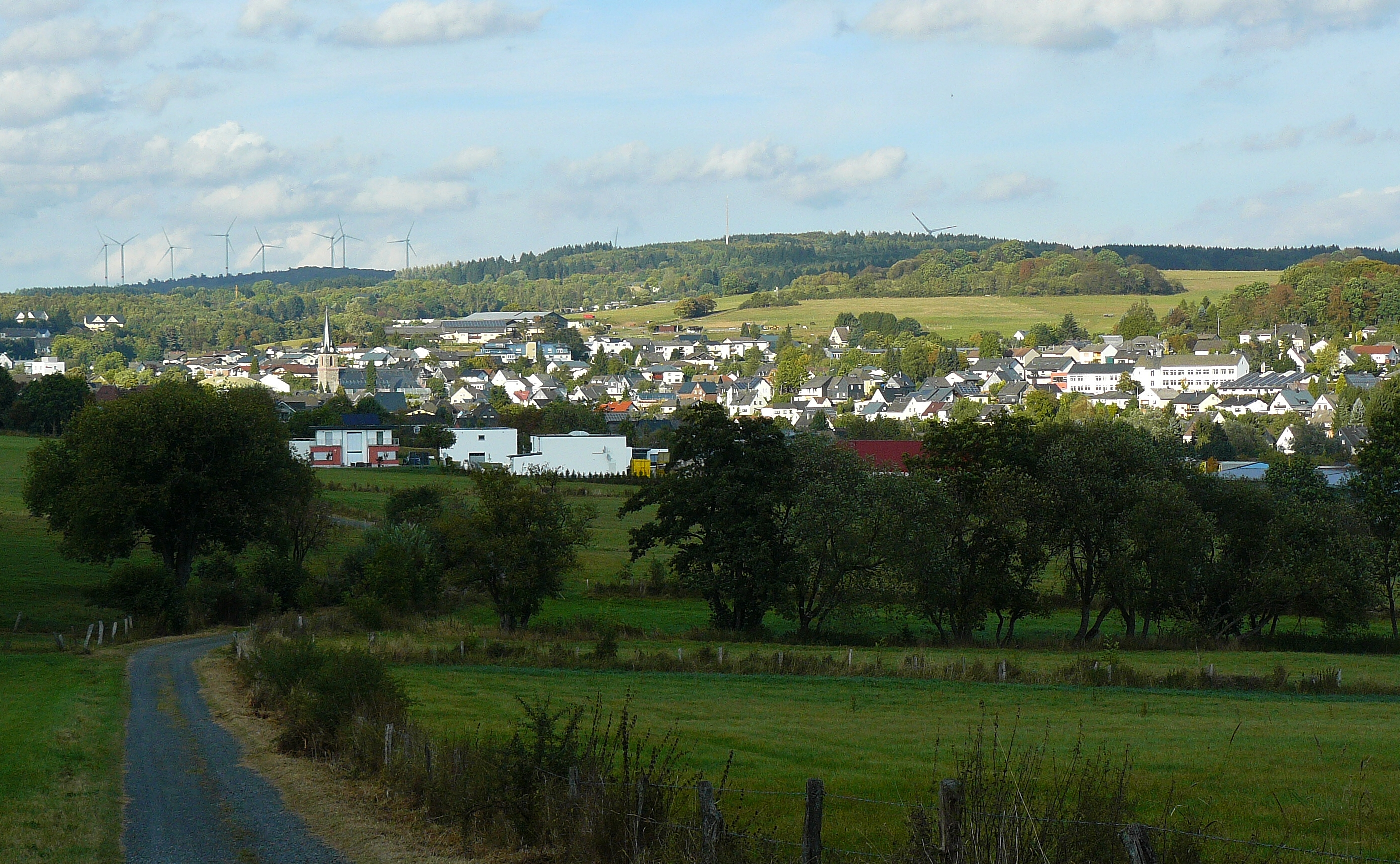
Rennerod aus Südwesten mit Alsberg (Bildmitte)

Rennerod liegt im Westerwald an der Bundesstraße 54 (B 54) zwischen Limburg an der Lahn im Süden und Siegen im Norden und wird vom Holzbach durchflossen. Nordöstlich der Stadt befindet sich der 612,6 m hohe Alsberg, etwa drei Kilometer nordnordöstlich die Breitenbachtalsperre, welche den Breitenbach (östlicher Nister-Zufluss) aufstaut.

## Stadtgliederung
Die Stadt besteht aus der Kernstadt Rennerod und dem Ortsteil Emmerichenhain.

## Geschichte
Erstmals urkundlich erwähnt wurde Rennerod als Reynderode im Jahr 1217. Die Gründung dürfte aber auf die Karolingerzeit zurückgehen. Bedeutend war die Siedlung wegen ihrer Lage an mehreren Handelsstraßen, die das Siegerland, Koblenz, Frankfurt, das Lahngebiet und Mainz verbanden. Auf den Salzhandel auf dieser Strecke verweisen die Flurnamen „Seltzerweg“ und „Selßer Heck“. Vermutlich in der Mitte des 11. Jahrhunderts wurde die Siedlung von den Grafen von Diez umhegt, wohl auch, um die Nordgrenze des Niederlahngaus zu schützen.
Nach den Grafen von Diez waren die Nassauer Linien Nassau-Diez Landesherren, ab 1420 zur Hälfte und seit 1557 zu drei Vierteln Nassau-Dillenburg, zudem Eppstein-Königstein, Kurtrier, Katzenelnbogen und die Landgrafschaft Hessen. Ab 1564 gehörte Rennerod vollständig zu Nassau-Dillenburg, ab 1606 zu Nassau-Beilstein, ab 1620 zu Nassau-Hadamar, ab 1717 zu Nassau-Diez, ab 1743 zu Nassau-Oranien und ab 1806 zum Großherzogtum Berg. Das Haus Merenberg hatte erheblichen Besitz in der Renneroder Gemarkung. Das Haus Runkel besaß das Kirchenpatronat sowie weitere grundherrliche Rechte. Weitere Rechte lagen bei den Herren von Westerburg sowie weiteren Adelshäusern und kirchlichen Institutionen.
Spätestens 1452 war Rennerod erstmals Sitz eines Zentgrafen und damit eines Gerichts. Bis 1591 setzte sich Rennerod als Marktort und Verwaltungssitz endgültig gegen Emmerichenhain durch, das zeitweise ebenfalls den Gerichtssitz innehatte. Die Halsgerichtsbarkeit wurde aber nur bis etwa 1650 in Rennerod vollstreckt. Der letzte urkundliche Beleg für einen dortigen Zehntgrafen datiert auf 1731. 1720 wurde ein neues Amt eingerichtet, das in den folgenden Jahren die Funktionen des Gerichtsbezirks übernahm. Der Amtmann saß zunächst in Rennerod, später in Westernohe, und ab 1744 wurde die Amtsverwaltung von Hadamar aus wahrgenommen. Ab 1775 war Rennerod erneut Sitz des Amtes Rennerod, das bis in die Zeit des Herzogtums Nassau bestehen blieb.
Kirchlich wurde Rennerod zunächst von Seck aus betreut. 1344 fiel das Kirchspiel an das Stift Gemünden. 1362 wurde die erste Kapelle in Rennerod errichtet, die Marie und dem Heiligen Huprecht geweiht war. 1565 wurde Rennerod lutherisch. Nach verschiedenen Verschiebungen der Pfarrbezirke als Folge der Reformation wurde 1614 eine eigene Pfarrei für Rennerod eingerichtet, die auch für einige umliegende Orte zuständig war. Im folgenden Jahr entstand ein erstes Pfarrhaus. Zwischen 1614 und 1631 wurde die Kapelle zur Pfarrkirche ausgebaut. 1631 wurde die Pfarrei wieder katholisch. 1777 musste der baufällige Turm der Kirche eingerissen und im folgenden Jahr kleiner wieder aufgebaut werden. 1876 folgte ein kompletter Neubau der Kirche. 1665 entstand die St.-Antons-Kapelle.
Ab 1609 ist für Rennerod ein Schulmeister verbürgt, für 1738 ein Schulhaus. 1750 entstand das (reformierte) Pfarr- und Schulhaus aus dem renovierten Haus der Zehntgrafenfamilie Flick. Ab 1812 diente es als Gendarmeriekaserne und als Fourage-Magazin. Nach der Aufhebung der reformierten Gemeinde kaufte die katholische Gemeinde es 1817 als Pfarrhaus.
Haupterwerbsquelle für Rennerod war über die Jahrhunderte hinweg die Landwirtschaft. Durch die Lage an der Fernstraße gab es zahlreiche Wirtshäuser. Noch im 18. Jahrhundert wurde Braunkohle abgebaut, allerdings mit geringem Ertrag. Für das 16. und 18. Jahrhundert sind Mühlstein-Steinbrüche belegt. Ein Vieh- und Krammarkt ist erstmals 1742 und letztmals 1811 belegt, eine Mühle erstmals 1454.
In der Endphase des 2. Weltkrieges wurde Rennerod Ziel eines alliierten Bombenangriffes. Am 16. März 1945 um 15:07 Uhr griffen B-26 Marauder des 323. Bombengeschwaders der taktischen 9. US-Luftflotte Rennerod als Ausweichziel an. Dabei kamen 50 Menschen ums Leben und es gab schwere Zerstörungen um den Zielpunkt, einer Straßenkreuzung (heute B 54 / L 298).
Die heutige Gemeinde wurde am 7. Juni 1969 im Rahmen der Gebietsreform aus den Gemeinden Emmerichenhain und Rennerod neu gebildet. Am 14. März 1971 erhielt Rennerod die Stadtrechte. 1972 wurde Rennerod Verwaltungssitz der Verbandsgemeinde Rennerod, der die Stadt Rennerod sowie 22 eigenständige Ortsgemeinden angehören.
Bevölkerungsentwicklung
Die Entwicklung der Einwohnerzahl von Rennerod, die Werte von 1871 bis 1987 beruhen auf Volkszählungen:
| Jahr | Einwohner              |
| ---- | ---------------------- |
| 1557 | 54 Leute               |
| 1599 | 31 Häuser              |
| 1665 | 30 Haushalte mit Kühen |
| 1720 | 63 Häuser              |
| 1777 | 139 Familien           |
| 1815 | 1.435                  |
| 1835 | 1.937                  |
| 1871 | 1.790                  |
| 1905 | 1.600                  |

| Jahr | Einwohner |
| ---- | --------- |
| 1939 | 2.212     |
| 1950 | 2.153     |
| 1961 | 2.427     |
| 1970 | 3.406     |
| 1987 | 3.469     |
| 1997 | 3.935     |
| 2005 | 3.960     |
| 2011 | 4.064     |
| 2017 | 4.366     |

### Emmerichenhain
Emmerichenhain wurde im Jahr 1258 erstmals erwähnt. Der Ortsname ist auf den Personennamen eines Imbricho oder Embricho zurückzuführen. Im Grafenhaus des Niederlahngaus, dem späteren Haus Diez, kam dieser Name im 11. Jahrhundert mehrfach vor, so dass dort der Ursprung des Orts zu suchen sein dürfte, auch wenn er selbst knapp außerhalb des Gaus lag. Auch diese Gründung dürfte durch die Lage an wichtigen Handelsstraßen und der Furt über die Nister angestoßen worden sein.
1555 verlieh Kaiser Karl V. den Grafen von Nassau-Beilstein das Recht, jährlich zwei Jahrmärkte in Emmerichenhain abzuhalten. Spätestens 1258 war der Ort zudem Gerichtssitz und mit Marienberg und Neukirch Zentrum eines der drei Kirchspiele der Herrschaft zum Westerwald, von 1613 an gehörte es verschiedenen Territorien des Hauses Nassau an, in der napoleonischen Zeit kurzzeitig dem Herzogtum Berg. Zumindest zeitweise im 16. Jahrhundert fungierte das Gericht zu Emmerichenhains auch als Berufungsgericht für alle Gerichte der Herrschaft. Bis zum Beginn des 17. Jahrhunderts übernahm jedoch Rennerod die Funktion als Marktort und Gerichtssitz.
Die dem Heiligen Laurentius geweihte Kirche ist vermutlich zusammen mit dem Ort entstanden. Sicher handelte es sich um eine Tochterkirche der Kirche in Herborn, dem Hauptort der Herborner Mark. 1717 wurde der Vorgängerbau der heutigen Kirche bis auf die Grundmauern abgebrochen und der Kirchenbau neu errichtet. 1743 stürzte der Turm dieses Bauwerks ein und wurde im Folgejahr neu errichtet. Das Pfarrhaus wurde 1635 beim Durchzug von Söldnertruppen niedergebrannt, 1715 und 1807 folgten Neubauten. 1532 wurde die Reformation im Ort eingeführt.
Die Kirche war Zentrum eines Kirchspiels, dessen Gebiet weitgehend deckungsgleich mit dem des Gerichts Emmerichenhain ist. Für das 15. und 16. Jahrhundert sind folgende Orte in Kirchspiel und Gericht überliefert: Homberg, Möhrendorf, Niederroßbach, Nister, Oberroßbach, Rehe, Salzburg, Waigandshain, Zehnhausen sowie mehrere damals schon wüste Orte. Spätestens 1534 gab es einen eigenen Schultheiß für das Kirchspiel. Spätestens 1589 war im Ort eine Schule für das gesamte Kirchspiel eingerichtet, die vor 1634 ein eigenes Haus bekam. 1737 erfolgte der Neubau eines Schulhauses. Seit dem 17. Jahrhundert entstanden an mehreren Orten des weit gespannten Kirchspiels eigene Filialschulen. 1685 werden erstmals jüdische Bewohner erwähnt.
Eine Mühle wird erstmals 1485 erwähnt. Spätestens 1562 diente sie den Landesherren für den Fall ihrer Anwesenheit in der Herrschaft als Unterkunft, war entsprechend reich eingerichtet und der einzige Steinbau neben den Kirchen der drei Kirchspiele in der Herrschaft. Zugleich diente die Mühle als Wirtshaus. Insgesamt beherbergte Emmerichenhain für einen Ort seiner Größe eine sehr große Zahl von Wirtshäusern, was auf die Lage an wichtigen Handelsstraßen zurückzuführen ist. 1614 ist der Ort als Sitz eines Scharfrichters verbürgt, der später auch Abdecker für die gesamte Herrschaft auf dem Westerwald war. 1663 errichtete Nassau-Diez einen Wirtschaftshof im Ort, der 1750 zur Außenstelle des Gestüts Dillenburg wurde, um die Pferdezucht in der Region zu verbessern. 1773 wurde eine Holzbrücke über die Nister fertiggestellt. 1783 wurde in Emmerichenhain die erste Apotheke für die Ämter Rennerod und Marienberg eingerichtet, 1803 kam der Amtsphysikus für diese beiden Ämter sowie für das Amt Mengerskirchen hinzu.
1534 werden für den Ort acht Vogtleute und acht Nassau-Beilsteiner Eigenleute erwähnt. 1577 gab es elf dienstpflichtige Häuser, 1622 zehn Häuser, 1643 sind noch fünf Einwohner verzeichnet, 1711 wieder 15 Familien. 1741 wird erstmals eine Gesamtzahl der Einwohner mit 185 genannt und 1807 insgesamt 305 Einwohner.

### Wüstungen
Mehrere Wüstungen sind für die heutige Renneroder Gemarkung belegt. Finkenhain lag rund 1,5 Kilometer östlich von Rennerod, nördlich der Höhe Funkenhahn. Der Ort wird 1213 erstmals erwähnt. Himmenhain wird erstmals 1213 erstmals genannt. Seiblingen wird 1525 erstmals erwähnt. Das 1408 erstmals genannte Seitenstein lag 1,5 Kilometer westlich von Rennerod an der Grenze zu Gemünden und war wohl nur ein Gehöft. Der 1431 erstmals genannte Fuhrmannshof lag in etwa an dem heutigen Berührungspunkt der Gemarkungen Westernohe, Rehe und Oberrod. Überliefert ist, dass dort 1525 die Grenze zwischen dem diezischen Rennerod und dem beilsteinischen Rehe quer über den Gasthofstisch verlief. Nordwestlich von Emmerichenhain lag Murndorf, das 1362 erstmals erwähnt wird. Bereits 1440 scheint der Ort erstmals wüst gelegt, danach aber wieder besiedelt worden zu sein. Spätestens 1607 muss er endgültig wüst geworden sein. 1534 werden für Murndorf zwei Vogtleute und ein Nassau-Beilsteiner Eigenmann genannt, 1577 zwei dienstpflichtige Häuser. Breidenbach lag rund 600 m nordöstlich von Emmerichenhain. Der Ort wurde 1360 erstmals erwähnt und war ebenfalls spätestens 1607 wüst.

## Politik

### Stadtrat
Der Stadtrat in Rennerod besteht aus 20 Ratsmitgliedern, die bei der Kommunalwahl am 9. Juni 2024 in einer personalisierten Verhältniswahl gewählt wurden, und dem ehrenamtlichen Stadtbürgermeister als Vorsitzendem.
Die Sitzverteilung im Stadtrat:
| Wahl | SPD | CDU | FDP | FWG * | WGE * | Gesamt   |
| ---- | --- | --- | --- | ----- | ----- | -------- |
| 2024 | 5   | 7   | –   | 4     | 4     | 20 Sitze |
| 2019 | 6   | 7   | –   | 4     | 3     | 20 Sitze |
| 2014 | 6   | 8   | –   | 3     | 3     | 20 Sitze |
| 2009 | 6   | 7   | –   | 3     | 4     | 20 Sitze |
| 2004 | 6   | 8   | 0   | 3     | 3     | 20 Sitze |

### Bürgermeister
Stadtbürgermeister von Rennerod ist Raimund Scharwat (SPD). Bei der Direktwahl am 26. Mai 2019 wurde er mit einem Stimmenanteil von 76,63 % in seinem Amt bestätigt. Bei der Direktwahl am 9. Juni 2024 konnte er sein Amt als einziger Bewerber mit 70,0 % der Stimmen erneut verteidigen. Die Wahlbeteiligung lag bei 55,4 %.

### Wappen
| Wappen von Rennerod | Blasonierung: „In blau zwei übereinander schreitende rot-bewehrte und -gezungte goldene Löwen.“ |
| Wappen von Rennerod | Wappenbegründung: Das Stadtwappen ist dem seit 1816 existierenden Nassauischen Gemeindesiegel nachempfunden. Es greift das Schild der ursprünglichen Landesherren auf (der 1388 erloschenen Linie der Grafen von Diez), die Farbgebung bezieht sich auf die seit 1564 bestandene nassauische Landesherrschaft. Das Wappen wurde am 21. Mai 1940 als Ortswappen genehmigt. |

## Kultur und Sehenswürdigkeiten

### Kulturdenkmäler
In der Denkmalliste des Landes Rheinland-Pfalz (Stand: 2024) sind als Kulturdenkmäler die evangelische Pfarrkirche von 1744, die katholische Pfarrkirche St. Hubertus, das 1905 errichtete Gebäude der Verbandsgemeindeverwaltung (ehemaliges Amtsgericht) sowie weitere Gebäude aus dem 18. und 19. Jahrhundert ausgewiesen.

### Regelmäßige Veranstaltungen
Jedes Jahr drei Wochen nach Pfingsten findet in Rennerod das Kirchweihfest, die Hubertuskirmes, statt.

## Wirtschaft und Infrastruktur

### Verkehr

#### Straßenverkehr
- In der Stadt kreuzen sich die Bundesstraßen 54, die Limburg an der Lahn mit Siegen verbindet und 255, die von Montabaur nach Marburg führt.
- Die nächste Autobahnanschlussstelle ist Herborn an der Bundesautobahn 45 Dortmund–Aschaffenburg, etwa 20 Kilometer entfernt und die Anschlussstelle Montabaur A 3 (Köln–Frankfurt am Main) ca. 35 Kilometer entfernt.

#### Öffentlicher Personenverkehr

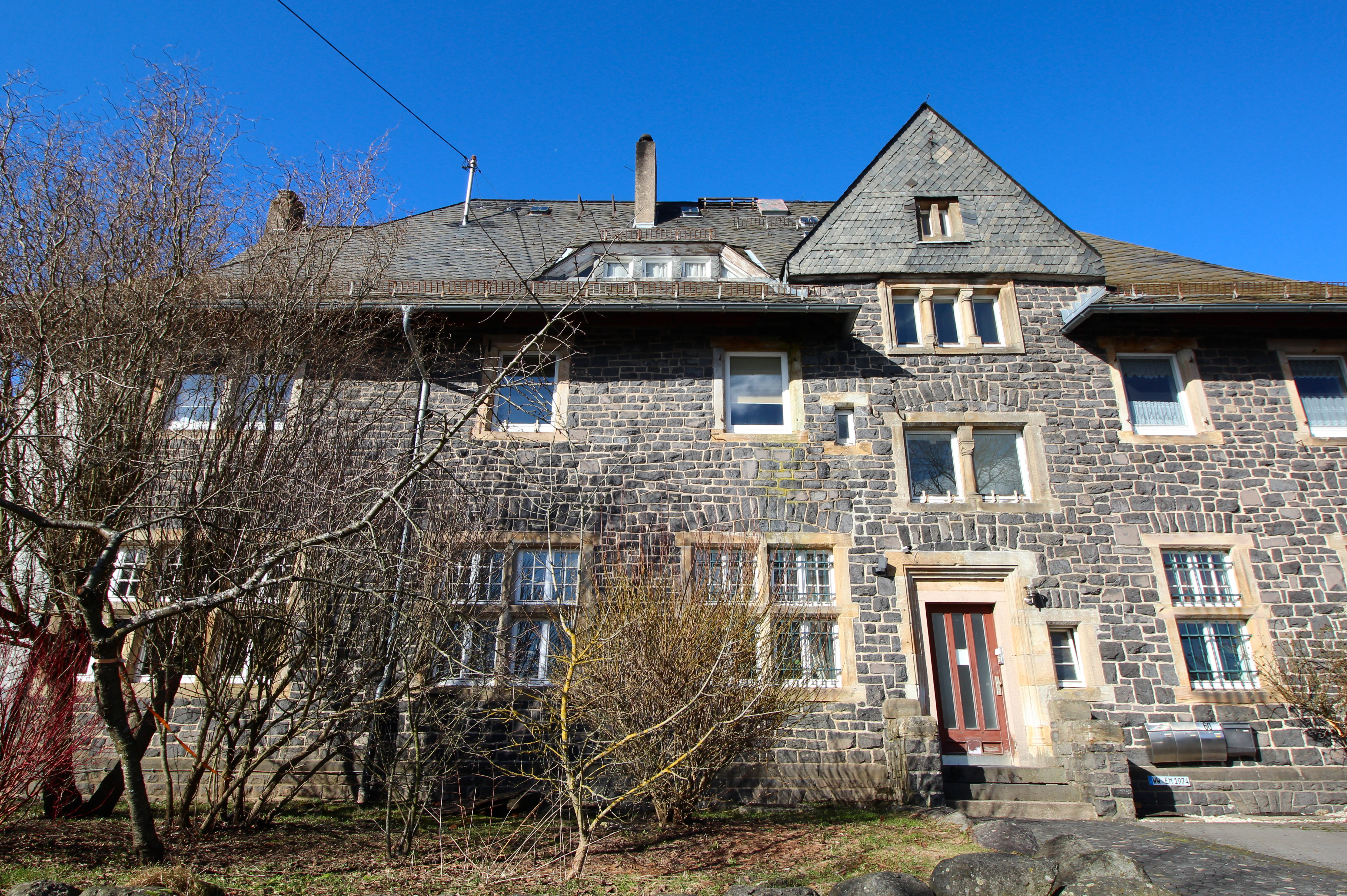
Der Bahnhof Rennerod

- Rennerod lag an der ehemaligen Westerwaldquerbahn (Herborn-Montabaur). Der Abschnitt Steinringsberg–Rennerod wurde am 31. Mai 1959, der Abschnitt Rennerod – Montabaur am 31. Mai 1981 stillgelegt. Der Eisenbahnverein Interessengemeinschaft Westerwald Querbahn (IWQ) e. V. bemüht sich um eine Wiederaufnahme des öffentlichen Schienenpersonennahverkehres (SPNV) auf den noch erhaltenen Abschnitten der Westerwaldquerbahn zwischen Rennerod und Westerburg sowie zwischen Wallmerod und Montabaur.
- Die nächstgelegenen ICE-Halte sind die Bahnhöfe Montabaur und Limburg Süd, die beide an der Schnellfahrstrecke Köln–Rhein/Main liegen.
- Die nächste Anschlussmöglichkeit an die Eisenbahn besteht heute am etwa zwölf Kilometer entfernt gelegenen Bahnhof Westerburg an der Bahnstrecke Limburg–Altenkirchen. Hier verkehren die Züge der Linie RB 90 (Westerwald-Sieg-Bahn) (Limburg an der Lahn–Kreuztal) der Hessischen Landesbahn, Bereich Dreiländerbahn nach dem Rheinland-Pfalz-Takt im Auftrag des Zweckverband SPNV Nord täglich im Stundentakt.
- In Au (Sieg) besteht Anschluss an die Züge der Siegstrecke Köln–Siegburg/Bonn – Troisdorf – Au (Sieg) – Betzdorf (Sieg) – Siegen. In Limburg (Lahn) besteht Anschluss Richtung Frankfurt am Main, Wiesbaden, Koblenz, Siershahn und Gießen.
- Rennerod liegt an der Buslinie 116 (Rennerod – Westerburg – Montabaur – Koblenz) des DB-Tochterunternehmens Rhein-Mosel-Bus, die täglich verkehrt. Im Dezember 2017 wurde außerdem eine Buslinie nach Herborn eingerichtet.[13]
- Rennerod liegt im Verbundgebiet des Verkehrsverbund Rhein-Mosel (VRM).

### Schulen
In Rennerod befinden sich die Steinsberg-Grundschule sowie die Realschule Plus „Hoher Westerwald“.

### Militärische Einrichtung
- Das Sanitätsregiment 2 der Bundeswehr ist in der Alsberg-Kaserne in Rennerod stationiert. Die Stadt hat eine symbolische Patenschaft mit der Kompanie geschlossen.[14]

## Persönlichkeiten

### Ehrenbürger
Die Gemeinde Rennerod vergab bisher vier Ehrenbürgerschaften:
- Johann Jacob Roth (1827–1898), Amtsgerichtsrat; dem Mitbegründer des Kriegervereins Rennerod und Mitglied des Verschönerungsvereins der Gemeinde wurde am 26. Januar 1897 anlässlich seines 70. Geburtstags der Ehrenbürgerbrief überreicht
- Heinrich Hofmann (1857–1937), ab 1. Mai 1886 Amtsrichter und ab 1899 Amtsgerichtsrat in Rennerod, preußischer Landtags- sowie Reichstagsabgeordneter, für seine Verdienste um den Bahnbau und die Errichtung des Amtsgerichtsgebäudes (heute von der Verbandsgemeindeverwaltung genutzt)
- Walter Hallstein (1901–1982), Jurist, Rektor der Universität Frankfurt am Main, Staatssekretär unter Bundeskanzler Konrad Adenauer und erster Präsident der Europäischen Wirtschaftsgemeinschaft (EWG); baute sich ab 1965 ein Haus in Rennerod, welches er 1967 bezog; er erhielt am 17. November 1967 den Ehrenbürgerbrief
- Karl Boller (1918–2010), Bürgermeister der Gemeinde Rennerod ab 1953, ab 1971 der Stadt und ab 1972 in Personalunion der Verbandsgemeinde Rennerod bis zu seinem Eintritt in den Ruhestand 1983; geehrt für seine langjährigen Verdienste um die Heimat

### In Rennerod geboren
- Adolph Raht (1789–1858), nassauischer Richter und Landtagsabgeordneter
- Leander Petzoldt (1934–2024), Volkskundler und Erzählforscher
- Jörg Kühn (* 1952), Architekt und Hochschullehrer

### Mit Rennerod verbunden
- Angelika Duganisch-Neeb (* 1958), Lyrikerin, lebt in Rennerod